# Xystrocera pauliani
Xystrocera pauliani är en skalbaggsart som beskrevs av Pierre Lepesme och Stefan von Breuning 1951. Xystrocera pauliani ingår i släktet Xystrocera och familjen långhorningar.
Artens utbredningsområde är Ghana. Inga underarter finns listade i Catalogue of Life.